# McGann and His Octette
McGann and His Octette è un cortometraggio muto del 1913 diretto da Edward Dillon.

## Produzione
Il film fu prodotto dalla Biograph Company.

## Distribuzione
Distribuito dalla General Film Company, il film - un cortometraggio di 150,5 metri - uscì nelle sale cinematografiche USA il 13 ottobre 1913. Nelle proiezioni, veniva programmato con il sistema dello split reel, accorpato in un'unica bobina con un altro cortometraggio prodotto dalla Biograph, la commedia Aunts, Too Many!.